# Trafford Leigh-Mallory
Trafford Leigh-Mallory, född 11 juli 1892 i Mobberley, Cheshire, död 14 november 1944 i en flygolycka över Franska alperna, var en hög befälhavare inom det brittiska flygvapnet. Leigh-Mallory omkom i en flygolycka under andra världskriget och var en av de högsta brittiska officerarna som dog under kriget.